# Jakob Fugger
Jakob Fugger cel Bogat (în germană Jakob Fugger der Reiche; n. 6 martie 1459, Augsburg, Sfântul Imperiu Roman – d. 30 decembrie 1525, Augsburg, Sfântul Imperiu Roman) a fost un prosper comerciant al Germaniei secolului al XVI-lea, bancher, cel mai bogat membru al familiei Fugger (o familie de bogătași a cărei istorie se întinde de la jumătatea secolului al XIV-lea până pe la jumătatea secolului al XVI-lea). A fost considerat cel mai bogat om al timpului său. Ajunge chiar să finanțeze campania militară a împăratului Maximilian I în Italia și să-l împrumute pe Carol Quintul.

## Biografie

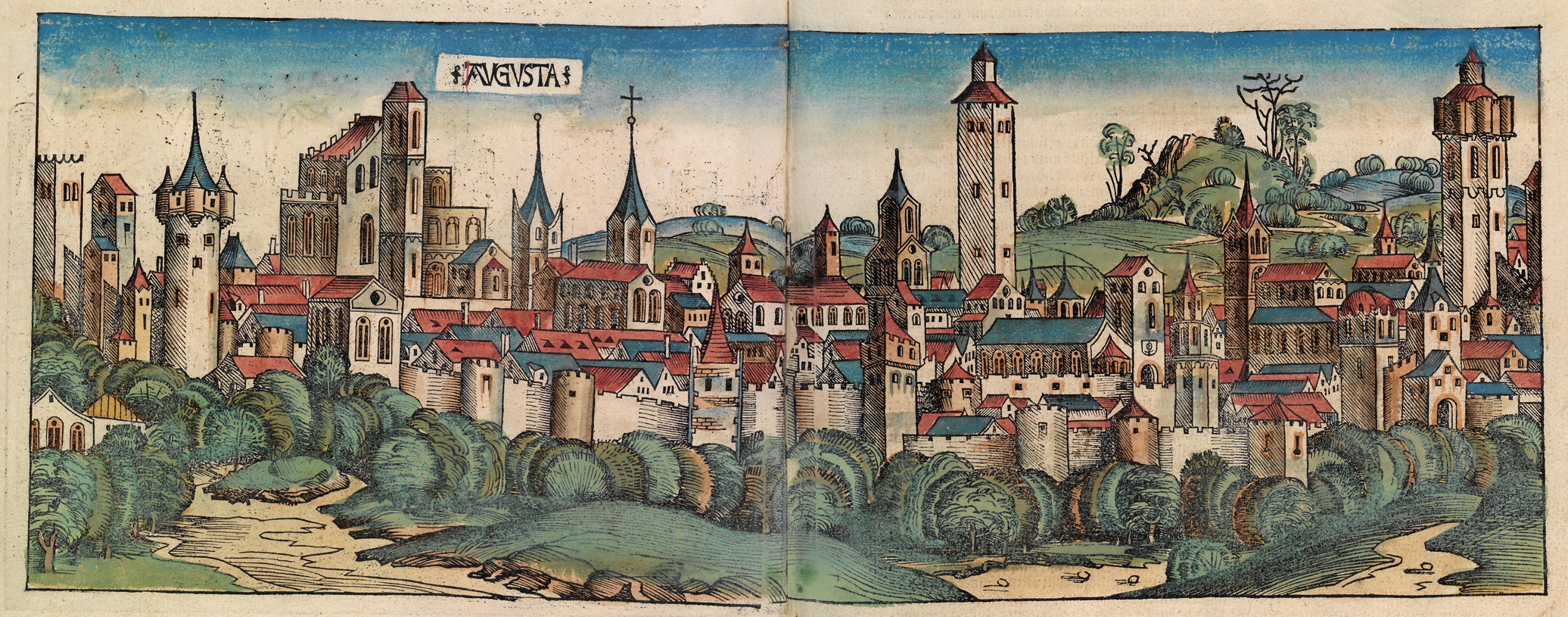
Oraşul comercial Augsburg în 1493.

Jakob Fugger (cel Bogat) se naște pe 6 martie 1459 în Augsburg, ca fiu al lui Jakob Fuggger (cel Bătrân), negustor de mirodenii, mătăsuri și perdele din Augsburg.
După o perioadă de pregătire teologică, în 1478 este luat în grija fratelui mai mare, Ulrich, care preluase meseria tatălui.
Dovedindu-și sârguința și măiestria în arta negoțului, pune bazele unui vast imperiu financiar.
Moare la 30 decembrie 1525 la Augsburg.

## Imperiul său financiar
Primii ani de pregătire în domeniul comercial i-a petrecut în Italia. În Veneția a învățat contabilitatea (celebra „metodă italiană”).
În 1479 se întoarce la Augsburg cu o „avere” de 60 de guldeni.
Încheie afaceri cu minele argintifere din zona Salzburg.
Dar cele mai mari venituri îi aduc împrumuturile cu camătă.

### Maximilian I și Carol Quintul
Cu ocazia alegerii împăratului Carol Quintul, Casa Fugger finanțează cumpărarea voturilor electorilor. Oferă bani și garanții  pentru un împrumut de 852000 de florini.

## Vezi și
- Familii nobiliare din Germania
- Listă de întreprinzători renumiți

## Legături externe
- en  Informații generale
- en  Richest People in History